# Patrick Ouchène
Patrick Ouchène (Brussel, 5 december 1966) is een Belgische rockabillyzanger. Hij is eveneens "leadzanger" van de rockband Runnin' Wild. In 2009 nam hij onder het pseudoniem Copycat namens België deel aan het Eurovisiesongfestival, maar kon de finale niet bereiken.

## Carrière
Patrick maakte carrière in rock-'n-roll- en rockabillyformaties als The Domino’s, Million Dollars Sunrise en tegenwoordig in (het reeds genoemde) Runnin’ Wild. Met The Domino's behaalde hij de Franse top 10. Bovendien kreeg Ouchène de kans een duet te zingen met de beroemde Franse zanger Charles Aznavour. Ouchène produceerde zes rockabilly-cd's.

## Eurovisiesongfestival 2009
Op 17 februari 2009 werd Patrick intern gekozen als vertegenwoordiger voor het Eurovisiesongfestival 2009 in Moskou, met het liedje Copycat.
Opmerkelijk is dat het liedje en het uiterlijk van de zanger sterke gelijkenissen bevat met het repertoire en de zang van Elvis Presley. Veel fans van Elvis hebben hierdoor protest tegen het nummer en de uitvoering aangetekend. Verder kwam er kritiek op het liedje, aangezien het niet in het Frans maar het Engels gezongen wordt.
Het liedje is geschreven door Jacques Duvall, wat een pseudoniem is van Eric Verwilghen. Met slechts één punt werd het lied voorlaatste in de halve finale, waarna Ouchène enkele dagen niets van zich liet horen.